# Danmarks Runeindskrifter
Danmarks runinskrifter (danska: Danmarks Runeindskrifter, med modern dansk stavning ej versalt r‑ i runeindskrifter) är det korpusverk som vid utgivandet var menat att vetenskapligt beskriva Danmarks alla runinskrifter. Det är ett standardverk som motsvarar Sveriges runinskrifter. Författare var Lis Jacobsen och Erik Moltke. Volymen med bildplanscher utgavs 1941, textdelen utgavs 1942, och en registerdel utgavs 1942. Verket omfattar även de nu svenska landskapen Skåne, Halland och Blekinge, liksom danska områden som förlorats till Tyskland.
I likhet med andra korpusverk av detta slag behöver Danmarks Runeindskrifter kompletteras med nyfynd, och inskrifter behöver omtolkas. Bland andra Erik Moltke har deltagit i detta fortlöpande arbete.

## Signum-prefix
Runinskrifter kan ha flera historiska signum med olika prefix (förled) och komponenter. Nedan beskrivs signum och vad de står för:
- Aarb – Aarbøger (årsböcker)
- ATA – Antikvarisk-topografiska arkivet: inskrift hörande Antikvarisk-topografiska arkivet, Stockholm[3]
- AUD – Arkæologiske udgravninger i Danmark: inskrift publicerad i Arkæologiske udgravninger i Danmark[3]
- B – Bautil: inskrift publicerad i Bautil[3]
- Bl – Blekinge
- BR – brakteat
- D – Dalarna: runinskrift från Dalarna i Samnordisk runtextdatabas[3]
- D Rv – Dalarna, Runverket: inskrift från Dalarna publicerad av Runverket[3]
- DK – Danmark
- DKBh – Danmark, Bornholm
- DKFyn – Danmark, Fyn
- DKMJy – Danmark, Midtjylland
- DKNJy – Danmark, Nørrejylland
- DKSJy – Danmark, Sydjylland
- DKSj – Danmark, Själland
- DKSk – Danmark, Skåne
- DKSl – Danmark, Slesvig
- DKSyd – Danmark, Syd: inskrift från Södra Danmark eller Lolland
- DR – Danmarks Runeindskrifter: inskrift publicerad i Danmarks runeindskrifter[3]
- E – England: inskrift från England[3]
- EM85 – Erik Moltke, 1985:  inskrift publicerad i Erik Moltke, Runes and Their Origin, Denmark and Elsewhere (Köpenhamn, 1985)[3]
- Fv – Fornvännen: inskrift publicerad i Fornvännen[3]
- Hlst – Holstein
- Hs – Hälsingland
- IK – Ikonographischer Katalog: inskrift publicerad i Ikonographischer Katalog[4]
- KJ – Krause, Jankuhn: inskrift publicerad i Wolfgang Krause och Herbert Jankuhn, Die Runeninschriften im älteren Futhark volym 2 (Göttingen, 1966)[3]
- Lyngsjö – Lyngsjö kyrka
- M – mynt
- MLUHM – Meddelanden från Lunds universitets historiska museum: inskrift publicerad i Meddelanden från Lunds universitets historiska museum[3]
- MNOR – mynt, Nytt om runer: inskrift publicerad i Nytt om runer
- MS – Marie Stoklund[5]
- N – Norge: inskrift publicerad i Norges innskrifter[3]
- N A – Norge, arkiv: arkivnummer i Runearkivet, Oslo[3]
- N B – Norge, Bergen: arkivnummer i Runearkivet, Oslo, för opublicerad runinskrift från Bergen[3]
- NA – Nationalmuseets Arbejdsmark
- NOR – Nytt om runer: inskrift publicerad i Nytt om runer
- OG – ostgermansk: publicerad av Robert Nedoma 2010[3]
- Sc – Scotland: inskrift från Skottland[3]
- Schl – Schleswig
- SG – sydgermansk: publicerad i Düwel et al. 2020[3]
- SHM – Statens historiska museer: inskrift publicerad i Statens historiska museer
- Sj – Själland: publicerad i databasen Danske Runeindskrifter[3]
- Sk  – Skåne: publicerad i databasen Danske runeindskrifter[3]
- Sl – Sigtunas lösföremål: inskrift från Sigtuna publicerad digitalt i Sigtunas lösföremål[3]
- Sm – Småland: inskrift publicerad i Smålands runinskrifter (Sveriges runinskrifter: SRI, 4)[3]
- StO – Starigard/Oldenburg: inskrift från tyska Oldenburg in Holstein i Samnordisk runtextdatabas[6]
- SvK – Svenska kyrkan
- StävieRaä – Stävie kyrka, Riksantikvarieämbetet
- Til – tillæg[7]
- U – Uppsala: inskrift publicerad i Upplands runinskrifter (Sveriges runinskrifter: SRI, 6–9)[3]
- U Fv – Uppsala, Fornvännen: inskrift från Uppland publicerad i Fornvännen[3]
- U TOR – Uppsala, TOR: inskrift publicerad i Tor: meddelanden från Uppsala universitets museum för nordiska fornsaker[3]
- Vg – Västergötland: inskrift publicerad i Västergötlands runinskrifter[3]
- Vg Fv – Västergötland, Fornvännen: inskrift från Västergötland publicerad i Fornvännen[3]
- Vs – Västmanland: inskrift publicerad i Västmanlands runinskrifter (Sveriges runinskrifter: SRI, 13)[3]
- Ög – Östergötland: inskrift publicerad i Östergötlands runinskrifter (Sveriges runinskrifter: SRI, 2)[3]
- Ög N – Östergötland, Nordén: inskrift publicerad i Arthur Nordén, ”Östergötlands runinskrifter: Supplement till Erik Brates ’Östergötlands runinskrifter’”, manuskript i Antikvarisk-topografiska arkivet, Stockholm.[3]

## Signum: DR (Danmarks Runeindskrifter)

### DR 1–99
- Danmarks runeindskrifter 1
- Danmarks runeindskrifter 2
- Danmarks runeindskrifter 3
- Danmarks runeindskrifter 4
- Danmarks runeindskrifter 5 †
- Danmarks runeindskrifter 6
- Danmarks runeindskrifter 7
- Danmarks runeindskrifter 8
- Danmarks runeindskrifter 9 †
- Danmarks runeindskrifter 10
- Danmarks runeindskrifter 11 †
- Danmarks runeindskrifter 12 †
- Danmarks runeindskrifter 13 †
- Danmarks runeindskrifter 14
- Danmarks runeindskrifter 15
- Danmarks runeindskrifter 16
- Danmarks runeindskrifter 17
- Danmarks runeindskrifter 18
- Danmarks runeindskrifter 19
- Danmarks runeindskrifter 20
- Danmarks runeindskrifter 21
- Danmarks runeindskrifter 22
- Danmarks runeindskrifter 23
- Danmarks runeindskrifter 24
- Danmarks runeindskrifter 25
- Danmarks runeindskrifter 26
- Danmarks runeindskrifter 27
- Danmarks runeindskrifter 28 †
- Danmarks runeindskrifter 29
- Danmarks runeindskrifter 30
- Danmarks runeindskrifter 31
- Danmarks runeindskrifter 32
- Danmarks runeindskrifter 33
- Danmarks runeindskrifter 34
- Danmarks runeindskrifter 35
- Danmarks runeindskrifter 36
- Danmarks runeindskrifter 37
- Danmarks runeindskrifter 38
- Danmarks runeindskrifter 39
- Danmarks runeindskrifter 40
- Danmarks runeindskrifter 41
- Danmarks runeindskrifter 42
- Danmarks runeindskrifter 43
- Danmarks runeindskrifter 44
- Danmarks runeindskrifter 45
- Danmarks runeindskrifter 46
- Danmarks runeindskrifter 47
- Danmarks runeindskrifter 48
- Danmarks runeindskrifter 49
- Danmarks runeindskrifter 50
- Danmarks runeindskrifter 51
- Danmarks runeindskrifter 52
- Danmarks runeindskrifter 53
- Danmarks runeindskrifter 54
- Danmarks runeindskrifter 55
- Danmarks runeindskrifter 56
- Danmarks runeindskrifter 57
- Danmarks runeindskrifter 58
- Danmarks runeindskrifter 59
- Danmarks runeindskrifter 60
- Danmarks runeindskrifter 61
- Danmarks runeindskrifter 62
- Danmarks runeindskrifter 63
- Danmarks runeindskrifter 64
- Danmarks runeindskrifter 65
- Danmarks runeindskrifter 66
- Danmarks runeindskrifter 67
- Danmarks runeindskrifter 68
- Danmarks runeindskrifter 69
- Danmarks runeindskrifter 70
- Danmarks runeindskrifter 71 †
- Danmarks runeindskrifter 72
- Danmarks runeindskrifter 73
- Danmarks runeindskrifter 74
- Danmarks runeindskrifter 75
- Danmarks runeindskrifter 76
- Danmarks runeindskrifter 77
- Danmarks runeindskrifter 78 †
- Danmarks runeindskrifter 79 †
- Danmarks runeindskrifter 80
- Danmarks runeindskrifter 81
- Danmarks runeindskrifter 82
- Danmarks runeindskrifter 83
- Danmarks runeindskrifter 84 †
- Danmarks runeindskrifter 85 †
- Danmarks runeindskrifter 86
- Danmarks runeindskrifter 87
- Danmarks runeindskrifter 88 †
- Danmarks runeindskrifter 89 †
- Danmarks runeindskrifter 90 †
- Danmarks runeindskrifter 91
- Danmarks runeindskrifter 92
- Danmarks runeindskrifter 93
- Danmarks runeindskrifter 94
- Danmarks runeindskrifter 95
- Danmarks runeindskrifter 96
- Danmarks runeindskrifter 97
- Danmarks runeindskrifter 98
- Danmarks runeindskrifter 99

### DR 100–199
- Danmarks runeindskrifter 100A †
- Danmarks runeindskrifter 100B
- Danmarks runeindskrifter 101
- Danmarks runeindskrifter 102
- Danmarks runeindskrifter 103
- Danmarks runeindskrifter 104
- Danmarks runeindskrifter 105
- Danmarks runeindskrifter 106 †
- Danmarks runeindskrifter 107
- Danmarks runeindskrifter 108
- Danmarks runeindskrifter 109
- Danmarks runeindskrifter 110
- Danmarks runeindskrifter 111
- Danmarks runeindskrifter 112 †
- Danmarks runeindskrifter 113 †
- Danmarks runeindskrifter 114
- Danmarks runeindskrifter 115
- Danmarks runeindskrifter 116
- Danmarks runeindskrifter 117
- Danmarks runeindskrifter 118
- Danmarks runeindskrifter 119
- Danmarks runeindskrifter 120
- Danmarks runeindskrifter 121
- Danmarks runeindskrifter 122
- Danmarks runeindskrifter 123
- Danmarks runeindskrifter 124
- Danmarks runeindskrifter 125
- Danmarks runeindskrifter 126 †
- Danmarks runeindskrifter 127
- Danmarks runeindskrifter 128 †
- Danmarks runeindskrifter 129
- Danmarks runeindskrifter 130
- Danmarks runeindskrifter 131
- Danmarks runeindskrifter 132
- Danmarks runeindskrifter 133
- Danmarks runeindskrifter 134
- Danmarks runeindskrifter 135
- Danmarks runeindskrifter 136
- Danmarks runeindskrifter 137
- Danmarks runeindskrifter 138
- Danmarks runeindskrifter 139
- Danmarks runeindskrifter 140
- Danmarks runeindskrifter 141
- Danmarks runeindskrifter 142
- Danmarks runeindskrifter 143
- Danmarks runeindskrifter 144
- Danmarks runeindskrifter 145
- Danmarks runeindskrifter 146 †
- Danmarks runeindskrifter 147 †
- Danmarks runeindskrifter 148
- Danmarks runeindskrifter 149 †
- Danmarks runeindskrifter 150
- Danmarks runeindskrifter 151
- Danmarks runeindskrifter 152
- Danmarks runeindskrifter 153
- Danmarks runeindskrifter 154 †
- Danmarks runeindskrifter 155
- Danmarks runeindskrifter 156
- Danmarks runeindskrifter 157
- Danmarks runeindskrifter 158
- Danmarks runeindskrifter 159 †
- Danmarks runeindskrifter 160
- Danmarks runeindskrifter 161
- Danmarks runeindskrifter 162
- Danmarks runeindskrifter 163
- Danmarks runeindskrifter 164 †
- Danmarks runeindskrifter 165
- Danmarks runeindskrifter 166
- Danmarks runeindskrifter 167
- Danmarks runeindskrifter 168
- Danmarks runeindskrifter 169A
- Danmarks runeindskrifter 169B
- Danmarks runeindskrifter 170
- Danmarks runeindskrifter 171 †
- Danmarks runeindskrifter 172
- Danmarks runeindskrifter 173
- Danmarks runeindskrifter 174
- Danmarks runeindskrifter 175
- Danmarks runeindskrifter 176
- Danmarks runeindskrifter 177
- Danmarks runeindskrifter 178
- Danmarks runeindskrifter 179
- Danmarks runeindskrifter 180
- Danmarks runeindskrifter 181 †
- Danmarks runeindskrifter 182
- Danmarks runeindskrifter 183
- Danmarks runeindskrifter 184
- Danmarks runeindskrifter 185
- Danmarks runeindskrifter 186
- Danmarks runeindskrifter 187
- Danmarks runeindskrifter 188 †
- Danmarks runeindskrifter 189 †
- Danmarks runeindskrifter 190
- Danmarks runeindskrifter 191
- Danmarks runeindskrifter 192
- Danmarks runeindskrifter 193
- Danmarks runeindskrifter 194 †
- Danmarks runeindskrifter 195
- Danmarks runeindskrifter 196
- Danmarks runeindskrifter 197 †
- Danmarks runeindskrifter 198
- Danmarks runeindskrifter 199

### DR 200–299
- Danmarks runeindskrifter 200
- Danmarks runeindskrifter 201 †
- Danmarks runeindskrifter 202
- Danmarks runeindskrifter 203
- Danmarks runeindskrifter 204
- Danmarks runeindskrifter 205
- Danmarks runeindskrifter 206
- Danmarks runeindskrifter 207
- Danmarks runeindskrifter 207A
- Danmarks runeindskrifter 208
- Danmarks runeindskrifter 209
- Danmarks runeindskrifter 210 †
- Danmarks runeindskrifter 211
- Danmarks runeindskrifter 212
- Danmarks runeindskrifter 213
- Danmarks runeindskrifter 214
- Danmarks runeindskrifter 215
- Danmarks runeindskrifter 216
- Danmarks runeindskrifter 217
- Danmarks runeindskrifter 218
- Danmarks runeindskrifter 219
- Danmarks runeindskrifter 220
- Danmarks runeindskrifter 221
- Danmarks runeindskrifter 222
- Danmarks runeindskrifter 223
- Danmarks runeindskrifter 224
- Danmarks runeindskrifter 225
- Danmarks runeindskrifter 226
- Danmarks runeindskrifter 227 †
- Danmarks runeindskrifter 228
- Danmarks runeindskrifter 229
- Danmarks runeindskrifter 230
- Danmarks runeindskrifter 231
- Danmarks runeindskrifter 232
- Danmarks runeindskrifter 233
- Danmarks runeindskrifter 234 †
- Danmarks runeindskrifter 235
- Danmarks runeindskrifter 236
- Danmarks runeindskrifter 237
- Danmarks runeindskrifter 238
- Danmarks runeindskrifter 239
- Danmarks runeindskrifter 240
- Danmarks runeindskrifter 241
- Danmarks runeindskrifter 242
- Danmarks runeindskrifter 243 †
- Danmarks runeindskrifter 244
- Danmarks runeindskrifter 245
- Danmarks runeindskrifter 246
- Danmarks runeindskrifter 247
- Danmarks runeindskrifter 248
- Danmarks runeindskrifter 249 †
- Danmarks runeindskrifter 250
- Danmarks runeindskrifter 251
- Danmarks runeindskrifter 252
- Danmarks runeindskrifter 253
- Danmarks runeindskrifter 254
- Danmarks runeindskrifter 255
- Danmarks runeindskrifter 256
- Danmarks runeindskrifter 257
- Danmarks runeindskrifter 258
- Danmarks runeindskrifter 259
- Danmarks runeindskrifter 260
- Danmarks runeindskrifter 261
- Danmarks runeindskrifter 262
- Danmarks runeindskrifter 263
- Danmarks runeindskrifter 264
- Danmarks runeindskrifter 265 †
- Danmarks runeindskrifter 266
- Danmarks runeindskrifter 267
- Danmarks runeindskrifter 268
- Danmarks runeindskrifter 269
- Danmarks runeindskrifter 270
- Danmarks runeindskrifter 271
- Danmarks runeindskrifter 272 †
- Danmarks runeindskrifter 273 †
- Danmarks runeindskrifter 274 †
- Danmarks runeindskrifter 275
- Danmarks runeindskrifter 276
- Danmarks runeindskrifter 277
- Danmarks runeindskrifter 278
- Danmarks runeindskrifter 279
- Danmarks runeindskrifter 280
- Danmarks runeindskrifter 281
- Danmarks runeindskrifter 282
- Danmarks runeindskrifter 283
- Danmarks runeindskrifter 284
- Danmarks runeindskrifter 285 †
- Danmarks runeindskrifter 286 †
- Danmarks runeindskrifter 287
- Danmarks runeindskrifter 288
- Danmarks runeindskrifter 289
- Danmarks runeindskrifter 290
- Danmarks runeindskrifter 291
- Danmarks runeindskrifter 292 †
- Danmarks runeindskrifter 293 †
- Danmarks runeindskrifter 294
- Danmarks runeindskrifter 295
- Danmarks runeindskrifter 296
- Danmarks runeindskrifter 297
- Danmarks runeindskrifter 298
- Danmarks runeindskrifter 299 †

### DR 300–399
- Danmarks runeindskrifter 300
- Danmarks runeindskrifter 301
- Danmarks runeindskrifter 302
- Danmarks runeindskrifter 303
- Danmarks runeindskrifter 304
- Danmarks runeindskrifter 305
- Danmarks runeindskrifter 306
- Danmarks runeindskrifter 307
- Danmarks runeindskrifter 308
- Danmarks runeindskrifter 308A †
- Danmarks runeindskrifter 309
- Danmarks runeindskrifter 310
- Danmarks runeindskrifter 311
- Danmarks runeindskrifter 312
- Danmarks runeindskrifter 313
- Danmarks runeindskrifter 314
- Danmarks runeindskrifter 315
- Danmarks runeindskrifter 316
- Danmarks runeindskrifter 317
- Danmarks runeindskrifter 318
- Danmarks runeindskrifter 319 †
- Danmarks runeindskrifter 320
- Danmarks runeindskrifter 321
- Danmarks runeindskrifter 322
- Danmarks runeindskrifter 323 †
- Danmarks runeindskrifter 324
- Danmarks runeindskrifter 325
- Danmarks runeindskrifter 326
- Danmarks runeindskrifter 327
- Danmarks runeindskrifter 328
- Danmarks runeindskrifter 329
- Danmarks runeindskrifter 330
- Danmarks runeindskrifter 331
- Danmarks runeindskrifter 332
- Danmarks runeindskrifter 333
- Danmarks runeindskrifter 334
- Danmarks runeindskrifter 335
- Danmarks runeindskrifter 336 †
- Danmarks runeindskrifter 337
- Danmarks runeindskrifter 338
- Danmarks runeindskrifter 339
- Danmarks runeindskrifter 340 †
- Danmarks runeindskrifter 341 †
- Danmarks runeindskrifter 342
- Danmarks runeindskrifter 343
- Danmarks runeindskrifter 344
- Danmarks runeindskrifter 345
- Danmarks runeindskrifter 346 †
- Danmarks runeindskrifter 347
- Danmarks runeindskrifter 348
- Danmarks runeindskrifter 349 †
- Danmarks runeindskrifter 350
- Danmarks runeindskrifter 351 †
- Danmarks runeindskrifter 352
- Danmarks runeindskrifter 353
- Danmarks runeindskrifter 354
- Danmarks runeindskrifter 355
- Danmarks runeindskrifter 355A †
- Danmarks runeindskrifter 356
- Danmarks runeindskrifter 357
- Danmarks runeindskrifter 358 †
- Danmarks runeindskrifter 359
- Danmarks runeindskrifter 360
- Danmarks runeindskrifter 361
- Danmarks runeindskrifter 362 †
- Danmarks runeindskrifter 363
- Danmarks runeindskrifter 364
- Danmarks runeindskrifter 365 †
- Danmarks runeindskrifter 366
- Danmarks runeindskrifter 367
- Danmarks runeindskrifter 368
- Danmarks runeindskrifter 369 †
- Danmarks runeindskrifter 370
- Danmarks runeindskrifter 371
- Danmarks runeindskrifter 372
- Danmarks runeindskrifter 373
- Danmarks runeindskrifter 374
- Danmarks runeindskrifter 375
- Danmarks runeindskrifter 376
- Danmarks runeindskrifter 377
- Danmarks runeindskrifter 378
- Danmarks runeindskrifter 379
- Danmarks runeindskrifter 380
- Danmarks runeindskrifter 381
- Danmarks runeindskrifter 382
- Danmarks runeindskrifter 383
- Danmarks runeindskrifter 384
- Danmarks runeindskrifter 385
- Danmarks runeindskrifter 386
- Danmarks runeindskrifter 387
- Danmarks runeindskrifter 388
- Danmarks runeindskrifter 389
- Danmarks runeindskrifter 390
- Danmarks runeindskrifter 391
- Danmarks runeindskrifter 392
- Danmarks runeindskrifter 393
- Danmarks runeindskrifter 394
- Danmarks runeindskrifter 395
- Danmarks runeindskrifter 396
- Danmarks runeindskrifter 397
- Danmarks runeindskrifter 398
- Danmarks runeindskrifter 399
- Danmarks runeindskrifter 400

### DR 400–499
- Danmarks runeindskrifter 401
- Danmarks runeindskrifter 402
- Danmarks runeindskrifter 403
- Danmarks runeindskrifter 404
- Danmarks runeindskrifter 405
- Danmarks runeindskrifter 406
- Danmarks runeindskrifter 407
- Danmarks runeindskrifter 408
- Danmarks runeindskrifter 409
- Danmarks runeindskrifter 410
- Danmarks runeindskrifter 411
- Danmarks runeindskrifter 412
- Danmarks runeindskrifter 413
- Danmarks runeindskrifter 414
- Danmarks runeindskrifter 415
- Danmarks runeindskrifter 416
- Danmarks runeindskrifter 417

## Signum: Aarb (Aarbøger)
- Danmarks runeindskrifter Aarb1987;191A
- Danmarks runeindskrifter Aarb1987;191B
- Danmarks runeindskrifter Aarb1987;192
- Danmarks runeindskrifter Aarb1987;193
- Danmarks runeindskrifter Aarb1987;196
- Danmarks runeindskrifter Aarb1987;198
- Danmarks runeindskrifter Aarb1987;199
- Danmarks runeindskrifter Aarb1987;202
- Danmarks runeindskrifter Aarb1987;203
- Danmarks runeindskrifter Aarb1987;205

## Signum: ATA (Antikvariskt-topografiska arkivet)
- Danmarks runeindskrifter ATA322-1227-2007
- Danmarks runeindskrifter ATA322-1309-2007
- Danmarks runeindskrifter ATA322-1866-2012A
- Danmarks runeindskrifter ATA322-1866-2012B
- Danmarks runeindskrifter ATA411-5119-1998
- Danmarks runeindskrifter ATA4150/83
- Danmarks runeindskrifter ATA5000/45

## Signum: AUD (Arkæologiske udgravninger i Danmark)
- Danmarks runeindskrifter AUD1988;205A
- Danmarks runeindskrifter AUD1988;205B
- Danmarks runeindskrifter AUD1988;205C
- Danmarks runeindskrifter AUD1988;205D
- Danmarks runeindskrifter AUD1988;205E
- Danmarks runeindskrifter AUD1988;205F
- Danmarks runeindskrifter AUD1989;222
- Danmarks runeindskrifter AUD1992;259
- Danmarks runeindskrifter AUD1992;260
- Danmarks runeindskrifter AUD1992;261
- Danmarks runeindskrifter AUD1993;261
- Danmarks runeindskrifter AUD1993;263
- Danmarks runeindskrifter AUD1993;265
- Danmarks runeindskrifter AUD1993;266
- Danmarks runeindskrifter AUD1993;267
- Danmarks runeindskrifter AUD1993;268
- Danmarks runeindskrifter AUD1994;266
- Danmarks runeindskrifter AUD1994;269A
- Danmarks runeindskrifter AUD1994;269B
- Danmarks runeindskrifter AUD1995;275
- Danmarks runeindskrifter AUD1995;277
- Danmarks runeindskrifter AUD1995;279
- Danmarks runeindskrifter AUD1995;281
- Danmarks runeindskrifter AUD1995;283
- Danmarks runeindskrifter AUD1995;284
- Danmarks runeindskrifter AUD1996;272
- Danmarks runeindskrifter AUD1996;274
- Danmarks runeindskrifter AUD1996;276
- Danmarks runeindskrifter AUD1996;278
- Danmarks runeindskrifter AUD1997;259
- Danmarks runeindskrifter AUD1997;261
- Danmarks runeindskrifter AUD1997;264
- Danmarks runeindskrifter AUD1998;299
- Danmarks runeindskrifter AUD1998;300
- Danmarks runeindskrifter AUD1998;301
- Danmarks runeindskrifter AUD1998;302
- Danmarks runeindskrifter AUD1999;285
- Danmarks runeindskrifter AUD1999;286
- Danmarks runeindskrifter AUD1999;288
- Danmarks runeindskrifter AUD2001;252
- Danmarks runeindskrifter AUD2001;255

## Signum: DK (Danmark)

### DKBh (Danmark, Bornholm)
- Danmarks runeindskrifter DKBh21
- Danmarks runeindskrifter DKBh22
- Danmarks runeindskrifter DKBh62
- Danmarks runeindskrifter DKBh63
- Danmarks runeindskrifter DKBh64
- Danmarks runeindskrifter DKBh65
- Danmarks runeindskrifter DKBh66
- Danmarks runeindskrifter DKBh67
- Danmarks runeindskrifter DKBh68

### DKFyn (Danmark, Fyn)
- Danmarks runeindskrifter DKFyn15
- Danmarks runeindskrifter DKFyn27
- Danmarks runeindskrifter DKFyn28
- Danmarks runeindskrifter DKFyn32
- Danmarks runeindskrifter DKFyn51

### DKMJy (Danmark, Midtjylland)
- Danmarks runeindskrifter DKMJy43
- Danmarks runeindskrifter DKMJy53
- Danmarks runeindskrifter DKMJy54
- Danmarks runeindskrifter DKMJy97
- Danmarks runeindskrifter DKMJy101
- Danmarks runeindskrifter DKMJy102

### DKNJy (Danmark, Nørrejylland)
- Danmarks runeindskrifter DKNJy76
- Danmarks runeindskrifter DKNJy77
- Danmarks runeindskrifter DKNJy78
- Danmarks runeindskrifter DKNJy79

### DKSJy (Danmark, Sydjylland)
- Danmarks runeindskrifter DKSJy13
- Danmarks runeindskrifter DKSJy43
- Danmarks runeindskrifter DKSJy50 †
- Danmarks runeindskrifter DKSJy75
- Danmarks runeindskrifter DKSJy76
- Danmarks runeindskrifter DKSJy77

### DKSj (Danmark, Själland)
- Danmarks runeindskrifter DKSj8
- Danmarks runeindskrifter DKSj15
- Danmarks runeindskrifter DKSj24
- Danmarks runeindskrifter DKSj51 †
- Danmarks runeindskrifter DKSj58 †
- Danmarks runeindskrifter DKSj61
- Danmarks runeindskrifter DKSj94
- Danmarks runeindskrifter DKSj95
- Danmarks runeindskrifter DKSj96
- Danmarks runeindskrifter DKSj97
- Danmarks runeindskrifter DKSj98
- Danmarks runeindskrifter DKSj99
- Danmarks runeindskrifter DKSj100
- Danmarks runeindskrifter DKSj101
- Danmarks runeindskrifter DKSj102
- Danmarks runeindskrifter DKSj103
- Danmarks runeindskrifter DKSj104
- Danmarks runeindskrifter DKSj106
- Danmarks runeindskrifter DKSj107

### DKSk (Danmark, Skåne)
- Danmarks runeindskrifter DKSk68
- Danmarks runeindskrifter DKSk139
- Danmarks runeindskrifter DKSk140
- Danmarks runeindskrifter DKSkL83

### DKSl (Danmark, Slesvig)
- Danmarks runeindskrifter DKSl16

### DKSyd (Danmark, Syd: Lolland)
- Danmarks runeindskrifter DKSyd8
- Danmarks runeindskrifter DKSyd14
- Danmarks runeindskrifter DKSyd15
- Danmarks runeindskrifter DKSyd16
- Danmarks runeindskrifter DKSyd17

## Signum: EM85 (Erik Moltke, 1985)

### EM85;1–99
- Danmarks runeindskrifter EM85;88
- Danmarks runeindskrifter EM85;93

### EM85;100–199
- Danmarks runeindskrifter EM85;123
- Danmarks runeindskrifter EM85;126
- Danmarks runeindskrifter EM85;128A
- Danmarks runeindskrifter EM85;128B
- Danmarks runeindskrifter EM85;129
- Danmarks runeindskrifter EM85;133
- Danmarks runeindskrifter EM85;151A
- Danmarks runeindskrifter EM85;151B
- Danmarks runeindskrifter EM85;160
- Danmarks runeindskrifter EM85;161

### EM85;201–299
- Danmarks runeindskrifter EM85;221
- Danmarks runeindskrifter EM85;239
- Danmarks runeindskrifter EM85;265
- Danmarks runeindskrifter EM85;274

### EM85;301–399
- Danmarks runeindskrifter EM85;306
- Danmarks runeindskrifter EM85;308
- Danmarks runeindskrifter EM85;312
- Danmarks runeindskrifter EM85;343
- Danmarks runeindskrifter EM85;348
- Danmarks runeindskrifter EM85;350
- Danmarks runeindskrifter EM85;355
- Danmarks runeindskrifter EM85;356
- Danmarks runeindskrifter EM85;361
- Danmarks runeindskrifter EM85;370B
- Danmarks runeindskrifter EM85;371A
- Danmarks runeindskrifter EM85;371B
- Danmarks runeindskrifter EM85;377
- Danmarks runeindskrifter EM85;392

### EM85;401–499
- Danmarks runeindskrifter EM85;422A
- Danmarks runeindskrifter EM85;422B
- Danmarks runeindskrifter EM85;422C
- Danmarks runeindskrifter EM85;427 †
- Danmarks runeindskrifter EM85;430A
- Danmarks runeindskrifter EM85;430B
- Danmarks runeindskrifter EM85;430C
- Danmarks runeindskrifter EM85;430D
- Danmarks runeindskrifter EM85;432A
- Danmarks runeindskrifter EM85;432B
- Danmarks runeindskrifter  EM85;432C
- Danmarks runeindskrifter EM85;432D
- Danmarks runeindskrifter EM85;432E
- Danmarks runeindskrifter EM85;432F
- Danmarks runeindskrifter EM85;432G
- Danmarks runeindskrifter EM85;432H
- Danmarks runeindskrifter EM85;434A
- Danmarks runeindskrifter EM85;434B
- Danmarks runeindskrifter EM85;434C
- Danmarks runeindskrifter EM85;434D
- Danmarks runeindskrifter EM85;434E
- Danmarks runeindskrifter EM85;434F
- Danmarks runeindskrifter EM85;434G
- Danmarks runeindskrifter EM85;434H
- Danmarks runeindskrifter EM85;434I
- Danmarks runeindskrifter EM85;434J
- Danmarks runeindskrifter EM85;434K
- Danmarks runeindskrifter EM85;434L
- Danmarks runeindskrifter EM85;434M
- Danmarks runeindskrifter EM85;434N
- Danmarks runeindskrifter EM85;434O
- Danmarks runeindskrifter EM85;434P
- Danmarks runeindskrifter EM85;434Q
- Danmarks runeindskrifter EM85;434R
- Danmarks runeindskrifter EM85;434S
- Danmarks runeindskrifter EM85;438A
- Danmarks runeindskrifter EM85;438B
- Danmarks runeindskrifter EM85;438C
- Danmarks runeindskrifter EM85;438D
- Danmarks runeindskrifter EM85;438E
- Danmarks runeindskrifter EM85;438F
- Danmarks runeindskrifter EM85;438G
- Danmarks runeindskrifter EM85;438H
- Danmarks runeindskrifter EM85;438I
- Danmarks runeindskrifter EM85;438J
- Danmarks runeindskrifter EM85;438K
- Danmarks runeindskrifter EM85;438L
- Danmarks runeindskrifter EM85;438M
- Danmarks runeindskrifter EM85;438N
- Danmarks runeindskrifter EM85;439A
- Danmarks runeindskrifter EM85;439B
- Danmarks runeindskrifter EM85;439C
- Danmarks runeindskrifter EM85;440A
- Danmarks runeindskrifter EM85;440B
- Danmarks runeindskrifter EM85;484
- Danmarks runeindskrifter EM85;458A
- Danmarks runeindskrifter EM85;458B
- Danmarks runeindskrifter EM85;458C
- Danmarks runeindskrifter EM85;458D
- Danmarks runeindskrifter EM85;459A
- Danmarks runeindskrifter EM85;459B
- Danmarks runeindskrifter EM85;459C
- Danmarks runeindskrifter EM85;459D
- Danmarks runeindskrifter EM85;459E
- Danmarks runeindskrifter EM85;459F
- Danmarks runeindskrifter EM85;460A
- Danmarks runeindskrifter EM85;460B
- Danmarks runeindskrifter EM85;460C
- Danmarks runeindskrifter EM85;460D
- Danmarks runeindskrifter EM85;461A
- Danmarks runeindskrifter EM85;461B
- Danmarks runeindskrifter EM85;462A
- Danmarks runeindskrifter EM85;462B
- Danmarks runeindskrifter EM85;462C
- Danmarks runeindskrifter EM85;462D
- Danmarks runeindskrifter EM85;463A
- Danmarks runeindskrifter EM85;463B
- Danmarks runeindskrifter EM85;464
- Danmarks runeindskrifter EM85;466A
- Danmarks runeindskrifter EM85;466B
- Danmarks runeindskrifter EM85;468
- Danmarks runeindskrifter EM85;469
- Danmarks runeindskrifter EM85;470A
- Danmarks runeindskrifter EM85;470B
- Danmarks runeindskrifter EM85;470C
- Danmarks runeindskrifter EM85;471
- Danmarks runeindskrifter EM85;472
- Danmarks runeindskrifter EM85;474A
- Danmarks runeindskrifter EM85;474B
- Danmarks runeindskrifter EM85;475A
- Danmarks runeindskrifter EM85;475B
- Danmarks runeindskrifter EM85;493

### EM85;501–599
- Danmarks runeindskrifter EM85;516A
- Danmarks runeindskrifter EM85;516B
- Danmarks runeindskrifter EM85;516C
- Danmarks runeindskrifter EM85;516D
- Danmarks runeindskrifter EM85;516E
- Danmarks runeindskrifter EM85;516F
- Danmarks runeindskrifter EM85;516G
- Danmarks runeindskrifter EM85;516H
- Danmarks runeindskrifter EM85;516I
- Danmarks runeindskrifter EM85;516J
- Danmarks runeindskrifter EM85;516K
- Danmarks runeindskrifter EM85;522
- Danmarks runeindskrifter EM85;523A †
- Danmarks runeindskrifter EM85;523B
- Danmarks runeindskrifter EM85;524
- Danmarks runeindskrifter EM85;528
- Danmarks runeindskrifter EM85;531
- Danmarks runeindskrifter EM85;533A
- Danmarks runeindskrifter EM85;533B
- Danmarks runeindskrifter EM85;533C
- Danmarks runeindskrifter EM85;533D
- Danmarks runeindskrifter EM85;533E
- Danmarks runeindskrifter EM85;533F
- Danmarks runeindskrifter EM85;533G
- Danmarks runeindskrifter EM85;533H
- Danmarks runeindskrifter EM85;534
- Danmarks runeindskrifter EM85;534B
- Danmarks runeindskrifter EM85;537A
- Danmarks runeindskrifter EM85;537B
- Danmarks runeindskrifter EM85;538A
- Danmarks runeindskrifter EM85;538B
- Danmarks runeindskrifter EM85;539A
- Danmarks runeindskrifter EM85;539B
- Danmarks runeindskrifter EM85;541A
- Danmarks runeindskrifter EM85;541B
- Danmarks runeindskrifter EM85;547
- Danmarks runeindskrifter EM85;549A
- Danmarks runeindskrifter EM85;549B
- Danmarks runeindskrifter EM85;549C
- Danmarks runeindskrifter EM85;550

## Signum: Fv (Fornvännen)
- Danmarks runeindskrifter Fv1968;282
- Danmarks runeindskrifter Fv1988;234A
- Danmarks runeindskrifter Fv1988;234B
- Danmarks runeindskrifter Fv1988;236
- Danmarks runeindskrifter Fv1988;237
- Danmarks runeindskrifter Fv1988;238
- Danmarks runeindskrifter Fv1988;239
- Danmarks runeindskrifter Fv1990;30
- Danmarks runeindskrifter Fv1993;224
- Danmarks runeindskrifter Fv1993;225
- Danmarks runeindskrifter Fv1993;226
- Danmarks runeindskrifter Fv1993;227A
- Danmarks runeindskrifter Fv1993;227B

## Signum: IK (Ikonographischer Katalog)

### IK1–99
- Danmarks runeindskrifter IK8
- Danmarks runeindskrifter IK9
- Danmarks runeindskrifter IK11
- Danmarks runeindskrifter IK13,1
- Danmarks runeindskrifter IK13,2
- Danmarks runeindskrifter IK13,3
- Danmarks runeindskrifter IK25
- Danmarks runeindskrifter IK26
- Danmarks runeindskrifter IK31
- Danmarks runeindskrifter IK39
- Danmarks runeindskrifter IK41,1
- Danmarks runeindskrifter IK41,2
- Danmarks runeindskrifter IK42
- Danmarks runeindskrifter IK43
- Danmarks runeindskrifter IK51,2
- Danmarks runeindskrifter IK51,3
- Danmarks runeindskrifter IK55
- Danmarks runeindskrifter IK58
- Danmarks runeindskrifter IK61
- Danmarks runeindskrifter IK70
- Danmarks runeindskrifter IK75,1
- Danmarks runeindskrifter IK75,2
- Danmarks runeindskrifter IK75,3
- Danmarks runeindskrifter IK78
- Danmarks runeindskrifter IK83
- Danmarks runeindskrifter IK91
- Danmarks runeindskrifter IK94,1
- Danmarks runeindskrifter IK94,2
- Danmarks runeindskrifter IK95
- Danmarks runeindskrifter IK97
- Danmarks runeindskrifter IK98
- Danmarks runeindskrifter IK99

### IK100–199
- Danmarks runeindskrifter IK101
- Danmarks runeindskrifter IK105
- Danmarks runeindskrifter IK110
- Danmarks runeindskrifter IK129,2
- Danmarks runeindskrifter IK135
- Danmarks runeindskrifter IK140
- Danmarks runeindskrifter IK142
- Danmarks runeindskrifter IK145
- Danmarks runeindskrifter IK147
- Danmarks runeindskrifter IK148
- Danmarks runeindskrifter IK149,1
- Danmarks runeindskrifter IK152
- Danmarks runeindskrifter IK153,1
- Danmarks runeindskrifter IK154,1
- Danmarks runeindskrifter IK154,2
- Danmarks runeindskrifter IK158
- Danmarks runeindskrifter IK161
- Danmarks runeindskrifter IK162,1
- Danmarks runeindskrifter IK162,2
- Danmarks runeindskrifter IK163
- Danmarks runeindskrifter IK165
- Danmarks runeindskrifter IK166
- Danmarks runeindskrifter IK183
- Danmarks runeindskrifter IK184
- Danmarks runeindskrifter IK185
- Danmarks runeindskrifter IK197
- Danmarks runeindskrifter IK199

### IK200–299
- Danmarks runeindskrifter IK215
- Danmarks runeindskrifter IK225
- Danmarks runeindskrifter IK237 †
- Danmarks runeindskrifter IK238
- Danmarks runeindskrifter IK241,1
- Danmarks runeindskrifter IK241,2
- Danmarks runeindskrifter IK249
- Danmarks runeindskrifter IK251
- Danmarks runeindskrifter IK255
- Danmarks runeindskrifter IK267
- Danmarks runeindskrifter IK289
- Danmarks runeindskrifter IK291
- Danmarks runeindskrifter IK295
- Danmarks runeindskrifter IK298
- Danmarks runeindskrifter IK299

### IK300–399
- Danmarks runeindskrifter IK300
- Danmarks runeindskrifter IK301
- Danmarks runeindskrifter IK312,1
- Danmarks runeindskrifter IK312,2
- Danmarks runeindskrifter IK329
- Danmarks runeindskrifter IK330
- Danmarks runeindskrifter IK340
- Danmarks runeindskrifter IK341
- Danmarks runeindskrifter IK352
- Danmarks runeindskrifter IK353
- Danmarks runeindskrifter IK357
- Danmarks runeindskrifter IK358
- Danmarks runeindskrifter IK364
- Danmarks runeindskrifter IK365,4
- Danmarks runeindskrifter IK373
- Danmarks runeindskrifter IK375
- Danmarks runeindskrifter IK384
- Danmarks runeindskrifter IK392
- Danmarks runeindskrifter IK393
- Danmarks runeindskrifter IK394

### IK500–599
- Danmarks runeindskrifter IK512
- Danmarks runeindskrifter IK578
- Danmarks runeindskrifter IK585
- Danmarks runeindskrifter IK591

### IK600–699
- Danmarks runeindskrifter IK610
- Danmarks runeindskrifter IK611
- Danmarks runeindskrifter IK625
- Danmarks runeindskrifter IK647
- Danmarks runeindskrifter IK649
- Danmarks runeindskrifter IK650

## Signum: Lyngsjö (Lyngsjö kyrka)
- Danmarks runeindskrifter Lyngsjö1992;12

## Signum: M (mynt)

### M1–99
- Danmarks runeindskrifter M1
- Danmarks runeindskrifter M2
- Danmarks runeindskrifter M3
- Danmarks runeindskrifter M4
- Danmarks runeindskrifter M5
- Danmarks runeindskrifter M6
- Danmarks runeindskrifter M7
- Danmarks runeindskrifter M8
- Danmarks runeindskrifter  M9
- Danmarks runeindskrifter M10
- Danmarks runeindskrifter M11
- Danmarks runeindskrifter M12
- Danmarks runeindskrifter M13
- Danmarks runeindskrifter M14
- Danmarks runeindskrifter M15
- Danmarks runeindskrifter M16
- Danmarks runeindskrifter M17
- Danmarks runeindskrifter M18
- Danmarks runeindskrifter M19
- Danmarks runeindskrifter M20
- Danmarks runeindskrifter M21
- Danmarks runeindskrifter M22
- Danmarks runeindskrifter M23
- Danmarks runeindskrifter M24
- Danmarks runeindskrifter M25
- Danmarks runeindskrifter M26
- Danmarks runeindskrifter M27
- Danmarks runeindskrifter M28
- Danmarks runeindskrifter M29
- Danmarks runeindskrifter M30
- Danmarks runeindskrifter M31
- Danmarks runeindskrifter M32
- Danmarks runeindskrifter M33
- Danmarks runeindskrifter M34
- Danmarks runeindskrifter M35
- Danmarks runeindskrifter M36
- Danmarks runeindskrifter M37
- Danmarks runeindskrifter M38
- Danmarks runeindskrifter M39
- Danmarks runeindskrifter M40
- Danmarks runeindskrifter M41
- Danmarks runeindskrifter M42
- Danmarks runeindskrifter M43
- Danmarks runeindskrifter M44
- Danmarks runeindskrifter M45
- Danmarks runeindskrifter M46
- Danmarks runeindskrifter M47
- Danmarks runeindskrifter M48
- Danmarks runeindskrifter M49
- Danmarks runeindskrifter M50
- Danmarks runeindskrifter M51
- Danmarks runeindskrifter M52
- Danmarks runeindskrifter M53
- Danmarks runeindskrifter M54
- Danmarks runeindskrifter M55
- Danmarks runeindskrifter M56
- Danmarks runeindskrifter M57
- Danmarks runeindskrifter M58
- Danmarks runeindskrifter M59A
- Danmarks runeindskrifter M59B
- Danmarks runeindskrifter M60
- Danmarks runeindskrifter M61
- Danmarks runeindskrifter M62
- Danmarks runeindskrifter M63
- Danmarks runeindskrifter M64
- Danmarks runeindskrifter M65
- Danmarks runeindskrifter M66
- Danmarks runeindskrifter M67
- Danmarks runeindskrifter M68
- Danmarks runeindskrifter M69
- Danmarks runeindskrifter M70
- Danmarks runeindskrifter M71
- Danmarks runeindskrifter M72
- Danmarks runeindskrifter M73
- Danmarks runeindskrifter M74
- Danmarks runeindskrifter M75
- Danmarks runeindskrifter M76
- Danmarks runeindskrifter M77
- Danmarks runeindskrifter M78
- Danmarks runeindskrifter M79
- Danmarks runeindskrifter M80
- Danmarks runeindskrifter M81
- Danmarks runeindskrifter M82
- Danmarks runeindskrifter M83
- Danmarks runeindskrifter M84
- Danmarks runeindskrifter M85
- Danmarks runeindskrifter M86
- Danmarks runeindskrifter M87
- Danmarks runeindskrifter M88
- Danmarks runeindskrifter M89
- Danmarks runeindskrifter M90
- Danmarks runeindskrifter M91
- Danmarks runeindskrifter M92
- Danmarks runeindskrifter M93
- Danmarks runeindskrifter M94
- Danmarks runeindskrifter M95
- Danmarks runeindskrifter M96
- Danmarks runeindskrifter M97
- Danmarks runeindskrifter M98
- Danmarks runeindskrifter M99

### M100–199
- Danmarks runeindskrifter M100
- Danmarks runeindskrifter M101
- Danmarks runeindskrifter M102
- Danmarks runeindskrifter M103
- Danmarks runeindskrifter M104
- Danmarks runeindskrifter M105
- Danmarks runeindskrifter M106
- Danmarks runeindskrifter M107
- Danmarks runeindskrifter M108
- Danmarks runeindskrifter M109
- Danmarks runeindskrifter M110
- Danmarks runeindskrifter M111
- Danmarks runeindskrifter M112
- Danmarks runeindskrifter M113
- Danmarks runeindskrifter M114
- Danmarks runeindskrifter M115
- Danmarks runeindskrifter M116
- Danmarks runeindskrifter M117
- Danmarks runeindskrifter M118
- Danmarks runeindskrifter M119
- Danmarks runeindskrifter M120
- Danmarks runeindskrifter M121
- Danmarks runeindskrifter M122
- Danmarks runeindskrifter M123
- Danmarks runeindskrifter M124
- Danmarks runeindskrifter M125
- Danmarks runeindskrifter M126

## Signum: MLUHM (Meddelanden från Lunds universitets historiska museum)
- Danmarks runeindskrifter MLUHM1983-84;131

## Signum: MNOR (mynt, Nytt om runer)
- Danmarks runeindskrifter MNOR2002;11A
- Danmarks runeindskrifter MNOR2002;11B
- Danmarks runeindskrifter MNOR2002;11C
- Danmarks runeindskrifter MNOR2004;9

## Signum: MS (Marie Stoklund)
- Danmarks runeindskrifter MS1995;322
- Danmarks runeindskrifter MS1995;334A
- Danmarks runeindskrifter MS1995;334B
- Danmarks runeindskrifter MS1995;334C
- Danmarks runeindskrifter MS1995;335A
- Danmarks runeindskrifter MS1995;335B
- Danmarks runeindskrifter MS1995;336A
- Danmarks runeindskrifter MS1995;336B
- Danmarks runeindskrifter MS1995;336C
- Danmarks runeindskrifter MS1995;337
- Danmarks runeindskrifter MS1995;338
- Danmarks runeindskrifter MS1995;339
- Danmarks runeindskrifter MS1995;340
- Danmarks runeindskrifter MS1995;341
- Danmarks runeindskrifter MS1995;344

## Signum: NA (Nationalmuseets Arbejdsmark)
- Danmarks runeindskrifter NA1998;66

## Signum: NOR (Nytt om runer)
- Danmarks runeindskrifter NOR1988;5
- Danmarks runeindskrifter NOR1990;5
- Danmarks runeindskrifter NOR1998;8
- Danmarks runeindskrifter NOR1998;9A
- Danmarks runeindskrifter NOR1998;9B
- Danmarks runeindskrifter NOR1998;20
- Danmarks runeindskrifter NOR1998;21
- Danmarks runeindskrifter NOR1999;21
- Danmarks runeindskrifter NOR2000;6
- Danmarks runeindskrifter NOR2000;7A
- Danmarks runeindskrifter NOR2000;7B
- Danmarks runeindskrifter NOR2000;7C
- Danmarks runeindskrifter NOR2000;8A
- Danmarks runeindskrifter NOR2000;8B
- Danmarks runeindskrifter NOR2000;8C
- Danmarks runeindskrifter NOR2001;8A
- Danmarks runeindskrifter NOR2001;8B
- Danmarks runeindskrifter NOR2002;7
- Danmarks runeindskrifter NOR2002;8
- Danmarks runeindskrifter NOR2002;9
- Danmarks runeindskrifter NOR2003;5
- Danmarks runeindskrifter NOR2003;6
- Danmarks runeindskrifter NOR2003;7
- Danmarks runeindskrifter NOR2003;8
- Danmarks runeindskrifter NOR2003;9
- Danmarks runeindskrifter NOR2003;10
- Danmarks runeindskrifter NOR2003;20
- Danmarks runeindskrifter NOR2004;5
- Danmarks runeindskrifter NOR2004;7
- Danmarks runeindskrifter NOR2004;8
- Danmarks runeindskrifter NOR2004;9

## Signum: SHM (Statens Historiska museer)
- Danmarks runeindskrifter SHM6320:35

## Signum: Schl (Schleswig)
- Danmarks runeindskrifter Schl3
- Danmarks runeindskrifter Schl4
- Danmarks runeindskrifter Schl5
- Danmarks runeindskrifter Schl6
- Danmarks runeindskrifter Schl7
- Danmarks runeindskrifter Schl8
- Danmarks runeindskrifter Schl9
- Danmarks runeindskrifter Schl10
- Danmarks runeindskrifter Schl11
- Danmarks runeindskrifter Schl12
- Danmarks runeindskrifter Schl13
- Danmarks runeindskrifter Schl14
- Danmarks runeindskrifter Schl15
- Danmarks runeindskrifter Schl16
- Danmarks runeindskrifter Schl17
- Danmarks runeindskrifter Schl18
- Danmarks runeindskrifter Schl19
- Danmarks runeindskrifter Schl20
- Danmarks runeindskrifter Schl21
- Danmarks runeindskrifter Schl22
- Danmarks runeindskrifter Schl23
- Danmarks runeindskrifter Schl24
- Danmarks runeindskrifter Schl25
- Danmarks runeindskrifter Schl26
- Danmarks runeindskrifter Schl27
- Danmarks runeindskrifter Schl28

## Signum: StävieRaä (Stävie kyrka, Riksantikvarieämbetet)
- Danmarks runeindskrifter StävieRaä15 †

## Signum: SvK (Svenska Kyrkan)
- Danmarks runeindskrifter SvK96;36

## Signum: Til (tillæg/tillägg)
- Danmarks runeindskrifter Til1
- Danmarks runeindskrifter Til2
- Danmarks runeindskrifter Til3
- Danmarks runeindskrifter Til4
- Danmarks runeindskrifter Til5
- Danmarks runeindskrifter Til6
- Danmarks runeindskrifter Til7